# Monument (Colorado)
Monument es un pueblo ubicado en el condado de El Paso en el estado estadounidense de Colorado. En el año 2000 tenía una población de 1971 habitantes y una densidad poblacional de 164,25 personas por km².

## Geografía
Monument se encuentra ubicado en las coordenadas 39°4′52″N 104°51′45″O / 39.08111, -104.86250.

## Demografía
Según la Oficina del Censo en 2000 los ingresos medios por hogar en la localidad eran de $50,000, y los ingresos medios por familia eran $54,211. Los hombres tenían unos ingresos medios de $41,071 frente a los $27,583 para las mujeres. La renta per cápita para la localidad era de $19,878. Alrededor del 5% de la población estaba por debajo del umbral de pobreza.